# Pantecphylus
Pantecphylus is een geslacht van rechtvleugeligen uit de familie sabelsprinkhanen (Tettigoniidae). De wetenschappelijke naam van dit geslacht is voor het eerst geldig gepubliceerd in 1890 door Karsch.

## Soorten
Het geslacht Pantecphylus omvat de volgende soorten:
- Pantecphylus major Griffini, 1909
- Pantecphylus aequatori Schmidt, 2006
- Pantecphylus bambesai Schmidt, 2006
- Pantecphylus banguensis Schmidt, 2006
- Pantecphylus banzyvillei Schmidt, 2006
- Pantecphylus cerambycinus Karsch, 1891
- Pantecphylus congoensis Schmidt, 2006
- Pantecphylus helleri Schmidt, Stelzer & Marshall, 2004
- Pantecphylus irangii Schmidt, Stelzer & Marshall, 2004
- Pantecphylus kamerunus Schmidt, 2003
- Pantecphylus kivuensis Schmidt, Stelzer & Marshall, 2004
- Pantecphylus konduensis Schmidt, 2007
- Pantecphylus kwangoensis Schmidt, 2006
- Pantecphylus lueboensis Schmidt, 2007
- Pantecphylus manyemai Schmidt, Stelzer & Marshall, 2004
- Pantecphylus meshei Schmidt, Stelzer & Marshall, 2004
- Pantecphylus sudanensis Schmidt, 2006